# Чарльз Сазерленд Елтон
Чарльз Сазерленд Елтон (англ. Charles Sutherland Elton; 29 березня 1900, Манчестер, Англія — 1 травня 1991, Оксфорд, Англія) — англійський еколог та зоолог.

## Біографія
Чарльз Сазерленд Елтон народився у Манчестері 29 березня 1900 року. Його батьками були літературознавець Олівер Елтон та дитяча письменниця Летиція Мейнард Елтон (англ. Letitia Maynard Elton), до шлюбу МакКолл (англ. MacColl). У нього був один старший брат Джеффрі Елтон (англ. Geoffrey Elton).
Чарльз Елтон закінчив Оксфордський університет 1922 року (зоологія).
1937 року Чарльз одружився із британською поетесою Едіт Джой Сковелл (англ. Edith Joy Scovell). У них народилося двоє дітей.
Він помер 1 травня 1991 року.